# Liste der Realschulen in Nordrhein-Westfalen
In Nordrhein-Westfalen gibt es 367 Realschulen.

## Liste der Schulen
| Schulnummer | Schulform  | Schulname                                                                      | Anschrift                        | PLZ   | Ort                    | Website | Schülerinnen und Schüler | Anm.    |
| ----------- | ---------- | ------------------------------------------------------------------------------ | -------------------------------- | ----- | ---------------------- | ------- | ------------------------ | ------- |
| 160787      | Realschule | Hugo-Junkers-Realschule                                                        | Bischofstr. 21                   | 52068 | Aachen                 | Website | 539                      | [ 1 ]   |
| 160805      | Realschule | Luise-Hensel-Schule                                                            | Im Gillesbachtal 35              | 52066 | Aachen                 | Website | 572                      | [ 2 ]   |
| 185875      | Realschule | Anne-Frank-Schule Realschule der Stadt Ahaus                                   | Fuistingstr. 10                  | 48683 | Ahaus                  | Website | 920                      | [ 3 ]   |
| 160829      | Realschule | Realschule im KuBiZ                                                            | Konrad-Adenauer-Allee 3          | 52477 | Alsdorf                | Website | 412                      | [ 4 ]   |
| 194153      | Realschule | Marienschule                                                                   | Pestalozzistr. 39                | 52477 | Alsdorf                | Website | 532                      | [ 5 ]   |
| 100082      | Realschule | Private Realschule Altenbeken                                                  | Gardeweg 7                       | 33184 | Altenbeken             | Website | 288                      | [ 6 ]   |
| 163211      | Realschule | Realschule Hüsten                                                              | Vogelbruch 7                     | 59759 | Arnsberg               | Website | 693                      | [ 7 ]   |
| 163521      | Realschule | St.-Ursula-Realschule Attendorn                                                | St.-Ursula-Str. 12               | 57439 | Attendorn              | Website | 545                      | [ 8 ]   |
| 192831      | Realschule | Realschule der Gemeinde Augustdorf                                             | Akazienstr. 5                    | 32832 | Augustdorf             | Website | 475                      | [ 9 ]   |
| 163776      | Realschule | Realschule Bad Berleburg                                                       | Hermann-Böttger-Weg 9            | 57319 | Bad Berleburg          | Website | 557                      | [ 10 ]  |
| 195388      | Realschule | Schloß Hagerhof                                                                | Menzenberg 13                    | 53604 | Bad Honnef             | Website | 152                      | [ 11 ]  |
| 163788      | Realschule | Realschule Schloss Wittgenstein                                                | Schloß Wittgenstein 12           | 57334 | Bad Laasphe            | Website | 335                      | [ 12 ]  |
| 194050      | Realschule | Städtische Realschule                                                          | Trierer Str. 16                  | 53902 | Bad Münstereifel       | Website | 571                      | [ 13 ]  |
| 186442      | Realschule | Realschule im Schulzentrum Süd der Stadt Bad Oeynhausen                        | Grüner Weg 28                    | 32547 | Bad Oeynhausen         | Website | 521                      | [ 14 ]  |
| 162462      | Realschule | Realschule im Schulzentrum Nord der Stadt Bad Oeynhausen                       | Im Leingarten 29                 | 32549 | Bad Oeynhausen         | Website | 538                      | [ 15 ]  |
| 184615      | Realschule | Realschule im Schulzentrum Aspe                                                | Paul-Schneider-Str. 5            | 32107 | Bad Salzuflen          | Website | 514                      | [ 16 ]  |
| 162334      | Realschule | Eduard-Hoffmann-Realschule                                                     | Wasserfuhr 25e                   | 32108 | Bad Salzuflen          | Website | 534                      | [ 17 ]  |
| 160830      | Realschule | Realschule für Jungen und Mädchen der Stadt Baesweiler in Setterich            | Am Weiher                        | 52499 | Baesweiler             | Website | 668                      | [ 18 ]  |
| 163235      | Realschule | Städtische Realschule Balve                                                    | Am Krumpaul 4                    | 58802 | Balve                  | Website | 451                      | [ 19 ]  |
| 160271      | Realschule | Realschule der Stadt Bedburg für Jungen und Mädchen                            | Goethestr. 1                     | 50181 | Bedburg                | Website | 589                      | [ 20 ]  |
| 160295      | Realschule | Albert-Einstein-Realschule                                                     | Brieystr. 28                     | 50129 | Bergheim               | Website | 466                      | [ 21 ]  |
| 160283      | Realschule | Geschwister-Scholl-Schule                                                      | Chaunyring 11-13                 | 50126 | Bergheim               | Website | 524                      | [ 22 ]  |
| 184500      | Realschule | Realschule Herkenrath                                                          | St.-Antonius-Str. 17             | 51429 | Bergisch Gladbach      | Website | 404                      | [ 23 ]  |
| 160544      | Realschule | Johannes-Gutenberg-Realschule                                                  | Kaule 19-21                      | 51429 | Bergisch Gladbach      | Website | 505                      | [ 24 ]  |
| 160532      | Realschule | Otto-Hahn-Schule                                                               | Saaler Mühle 8                   | 51429 | Bergisch Gladbach      | Website | 533                      | [ 25 ]  |
| 160556      | Realschule | Realschule im Kleefeld                                                         | Im Kleefeld 19                   | 51467 | Bergisch Gladbach      | Website | 402                      | [ 26 ]  |
| 163727      | Realschule | Freiherr-vom-Stein-Realschule                                                  | Hochstr. 54 a                    | 59192 | Bergkamen              | Website | 445                      | [ 27 ]  |
| 163739      | Realschule | Realschule Oberaden                                                            | Pantenweg 12                     | 59192 | Bergkamen              | Website | 466                      | [ 28 ]  |
| 100217      | Realschule | Felix-Manz-Schule                                                              | Kleiweg 10                       | 59192 | Bergkamen              |         | 28                       | [ 29 ]  |
| 160465      | Realschule | Realschule Bergneustadt                                                        | Breiter Weg 8                    | 51702 | Bergneustadt           | Website | 432                      | [ 30 ]  |
| 161974      | Realschule | Luisenschule                                                                   | Paulusstr. 9-11                  | 33602 | Bielefeld              | Website | 798                      | [ 31 ]  |
| 161998      | Realschule | Gertrud-Bäumer-Schule                                                          | Stapenhorststr. 100              | 33615 | Bielefeld              | Website | 561                      | [ 32 ]  |
| 162012      | Realschule | Realschule Brackwede                                                           | Kölner Str. 40                   | 33647 | Bielefeld              | Website | 596                      | [ 33 ]  |
| 162050      | Realschule | Realschule Jöllenbeck                                                          | Dörpfeldstr. 8                   | 33739 | Bielefeld              | Website | 666                      | [ 34 ]  |
| 162048      | Realschule | Realschule Heepen                                                              | Alter Postweg 33                 | 33719 | Bielefeld              | Website | 734                      | [ 35 ]  |
| 162036      | Realschule | Theodor-Heuss-Schule                                                           | Wintersheide 30                  | 33689 | Bielefeld              | Website | 818                      | [ 36 ]  |
| 100045      | Realschule | Realschule am Schlehenweg Bielefeld                                            | Schlehenweg 24                   | 33609 | Bielefeld              | Website | 365                      | [ 37 ]  |
| 162024      | Realschule | Realschule Senne                                                               | Klashofstr. 79                   | 33659 | Bielefeld              | Website | 515                      | [ 38 ]  |
| 161986      | Realschule | Bosseschule Realschule für Jungen und Mädchen                                  | Bossestr. 10                     | 33615 | Bielefeld              | Website | 369                      | [ 39 ]  |
| 161081      | Realschule | Israhel-van-Meckenem-Schule                                                    | Münsterstr. 91                   | 46397 | Bocholt                | Website | 566                      | [ 40 ]  |
| 161070      | Realschule | Albert-Schweitzer-Realschule (Bocholt)                                         | Herzogstr. 14                    | 46399 | Bocholt                | Website | 644                      | [ 41 ]  |
| 163077      | Realschule | Pestalozzi-Realschule                                                          | Graf-Adolf-Str. 40               | 44866 | Bochum                 | Website | 704                      | [ 42 ]  |
| 162656      | Realschule | Annette-von-Droste-Hülshoff-Schule                                             | Lohring 22                       | 44789 | Bochum                 | Website | 679                      | [ 43 ]  |
| 162711      | Realschule | Anne-Frank-Realschule                                                          | Heinrichstr. 2                   | 44805 | Bochum                 | Website | 710                      | [ 44 ]  |
| 162681      | Realschule | Hans-Böckler-Schule                                                            | Querenburger Str. 35             | 44789 | Bochum                 | Website | 582                      | [ 45 ]  |
| 163089      | Realschule | Realschule Höntrop                                                             | Höntroper Str. 99                | 44869 | Bochum                 | Website | 732                      | [ 46 ]  |
| 160027      | Realschule | Gertrud-Bäumer-Schule                                                          | Zeppelinstr. 9-17                | 53177 | Bonn                   | Website | 524                      | [ 47 ]  |
| 159992      | Realschule | Freiherr-vom-Stein-Realschule                                                  | Hirschberger Str. 3              | 53119 | Bonn                   | Website | 558                      | [ 48 ]  |
| 184240      | Realschule | Realschule Hardtberg                                                           | Gaußstr. 2                       | 53125 | Bonn                   | Website | 419                      | [ 49 ]  |
| 185383      | Realschule | Collegium Josephinum Bonn                                                      | Kölnstr. 413                     | 53117 | Bonn                   | Website | 384                      | [ 50 ]  |
| 159955      | Realschule | Margot-Barnard-Realschule                                                      | Rene-Schickele-Str. 4            | 53123 | Bonn                   | Website | 504                      | [ 51 ]  |
| 159967      | Realschule | Realschule Beuel                                                               | Adelheidisstr. 56                | 53225 | Bonn                   | Website | 447                      | [ 52 ]  |
| 159980      | Realschule | Emilie-Heyermann-Schule                                                        | Robert-Koch-Str. 36              | 53115 | Bonn                   | Website | 336                      | [ 53 ]  |
| 192156      | Realschule | Maria-Sibylla-Merian-Realschule                                                | Im Thomas 2-4                    | 46325 | Borken                 | Website | 373                      | [ 54 ]  |
| 161433      | Realschule | Schönstätter Marienschule                                                      | Jahnstr. 11                      | 46325 | Borken                 | Website | 508                      | [ 55 ]  |
| 160635      | Realschule | Ursulinenschule Hersel                                                         | Rheinstr. 182                    | 53332 | Bornheim               | Website | 375                      | [ 56 ]  |
| 161093      | Realschule | Gustav-Heinemann-Realschule Bottrop                                            | Paßstr. 12                       | 46236 | Bottrop                | Website | 517                      | [ 57 ]  |
| 161100      | Realschule | Marie-Curie-Realschule                                                         | Friedrich-Ebert-Str. 120-124     | 46236 | Bottrop                | Website | 658                      | [ 58 ]  |
| 194451      | Realschule | August-Everding-Realschule                                                     | Gorch-Fock-Str. 21               | 46242 | Bottrop                | Website | 529                      | [ 59 ]  |
| 196496      | Realschule | Schulen der Brede                                                              | Bredenweg 7                      | 33034 | Brakel                 | Website | 260                      | [ 60 ]  |
| 163260      | Realschule | Marienschule                                                                   | Schulstr. 18-20                  | 59929 | Brilon                 | Website | 535                      | [ 61 ]  |
| 160404      | Realschule | Erich Kästner-Realschule                                                       | Römerstr. 294                    | 50321 | Brühl                  | Website | 488                      | [ 62 ]  |
| 160398      | Realschule | Elisabeth-von-Thüringen-Schule                                                 | Richard-Bertram-Str. 19          | 50321 | Brühl                  | Website | 654                      | [ 63 ]  |
| 163740      | Realschule | Humboldt-Realschule                                                            | Billy-Montigny-Platz 5           | 59199 | Bönen                  | Website | 511                      | [ 64 ]  |
| 185711      | Realschule | Realschule Bünde-Mitte                                                         | Strotweg 19                      | 32257 | Bünde                  | Website | 616                      | [ 65 ]  |
| 162188      | Realschule | Realschule Bünde-Nord                                                          | Ringstr. 65                      | 32257 | Bünde                  | Website | 577                      | [ 66 ]  |
| 162735      | Realschule | Fridtjof-Nansen-Realschule                                                     | Lange Str. 18                    | 44579 | Castrop-Rauxel         | Website | 696                      | [ 67 ]  |
| 161470      | Realschule | Theodor-Heuss-Realschule                                                       | Holtwicker Str. 4                | 48653 | Coesfeld               | Website | 448                      | [ 68 ]  |
| 161482      | Realschule | Freiherr-vom-Stein-Schule                                                      | Grimpingstr. 30                  | 48653 | Coesfeld               | Website | 627                      | [ 69 ]  |
| 161690      | Realschule | Realschule Datteln                                                             | Wiesenstr. 12                    | 45711 | Datteln                | Website | 571                      | [ 70 ]  |
| 162115      | Realschule | Heinrich-Drake-Realschule                                                      | Sprottauer Str. 7                | 32756 | Detmold                | Website | 624                      | [ 71 ]  |
| 162127      | Realschule | realschule Detmold                                                             | Hornsche Str. 50                 | 32756 | Detmold                | Website | 736                      | [ 72 ]  |
| 159335      | Realschule | Gustav-Heinemann-Realschule                                                    | Am Stadtbad 9                    | 46537 | Dinslaken              | Website | 614                      | [ 73 ]  |
| 159580      | Realschule | Realschule Hackenbroich Dormagen                                               | Dr.-Geldmacher-Str. 1            | 41540 | Dormagen               | Website | 656                      | [ 74 ]  |
| 196071      | Realschule | Montessori-Reformschule                                                        | Dülmener Str. 40                 | 46286 | Dorsten                | Website | 153                      | [ 75 ]  |
| 161720      | Realschule | Realschule St. Ursula Dorsten                                                  | Nonnenkamp 14                    | 46282 | Dorsten                | Website | 615                      | [ 76 ]  |
| 162840      | Realschule | Robert-Koch-Realschule                                                         | Am Hombruchsfeld 69              | 44225 | Dortmund               | Website | 483                      | [ 77 ]  |
| 162760      | Realschule | Albrecht-Dürer-Realschule                                                      | Schweizer Allee 25               | 44287 | Dortmund               | Website | 720                      | [ 78 ]  |
| 162747      | Realschule | Wilhelm-Röntgen-Realschule                                                     | Kreuzstr. 159                    | 44137 | Dortmund               | Website | 491                      | [ 79 ]  |
| 162899      | Realschule | Wilhelm-Busch-Realschule                                                       | Höfkerstr. 7                     | 44149 | Dortmund               | Website | 620                      | [ 80 ]  |
| 162887      | Realschule | Max-Born-Realschule                                                            | Grüningsweg 42                   | 44319 | Dortmund               | Website | 578                      | [ 81 ]  |
| 162875      | Realschule | Theodor-Heuss-Realschule                                                       | In der Großen Heide 15-17        | 44339 | Dortmund               | Website | 692                      | [ 82 ]  |
| 162863      | Realschule | Droste-Hülshoff-Realschule                                                     | Sumbecks Holz 5                  | 44379 | Dortmund               | Website | 725                      | [ 83 ]  |
| 193938      | Realschule | Albert-Einstein-Realschule                                                     | Gleiwitzstr. 200                 | 44328 | Dortmund               | Website | 501                      | [ 84 ]  |
| 162826      | Realschule | Marie-Reinders-Realschule                                                      | Hochofenstr. 38                  | 44263 | Dortmund               | Website | 581                      | [ 85 ]  |
| 162814      | Realschule | Gertrud-Bäumer-Schule                                                          | Goethestr. 20                    | 44147 | Dortmund               | Website | 776                      | [ 86 ]  |
| 162796      | Realschule | Ricarda-Huch-Realschule                                                        | Prinz-Friedrich-Karl-Str. 72-78  | 44135 | Dortmund               | Website | 607                      | [ 87 ]  |
| 162784      | Realschule | Johann-Gutenberg-Realschule                                                    | Am Lieberfeld 13                 | 44265 | Dortmund               | Website | 314                      | [ 88 ]  |
| 162851      | Realschule | Albert-Schweitzer-Realschule                                                   | Dörwerstr. 42                    | 44359 | Dortmund               | Website | 487                      | [ 89 ]  |
| 158707      | Realschule | Städt. Karl-Lehr-Realschule                                                    | Wacholderstr. 12                 | 47055 | Duisburg               | Website | 570                      | [ 90 ]  |
| 158719      | Realschule | Gustav-Stresemann-Realschule                                                   | Weststr. 40-42                   | 47139 | Duisburg               | Website | 607                      | [ 91 ]  |
| 158744      | Realschule | Gustav-Heinemann-Schule                                                        | Landgerichtsstr. 17              | 47051 | Duisburg               | Website | 573                      | [ 92 ]  |
| 193719      | Realschule | Realschule Fahrn                                                               | Netzestr. 1                      | 47169 | Duisburg               | Website | 836                      | [ 93 ]  |
| 183957      | Realschule | Hermann-Leeser-Schule                                                          | Charleville-Mezieres-Platz 2     | 48249 | Dülmen                 | Website | 462                      | [ 94 ]  |
| 161494      | Realschule | Marienschule                                                                   | An den Wiesen 20                 | 48249 | Dülmen                 | Website | 519                      | [ 95 ]  |
| 160945      | Realschule | Realschule Bretzelnweg                                                         | Bretzelnweg 95                   | 52353 | Düren                  | Website | 455                      | [ 96 ]  |
| 160933      | Realschule | Bischöfliche St. Angela-Schule                                                 | Bismarckstr. 24                  | 52351 | Düren                  | Website | 566                      | [ 97 ]  |
| 160957      | Realschule | Realschule Wernersstraße                                                       | Wernersstr. 4-6                  | 52351 | Düren                  | Website | 552                      | [ 98 ]  |
| 158616      | Realschule | Städtische Toni-Turek-Realschule                                               | Klapheckstr. 31                  | 40474 | Düsseldorf             | Website | 707                      | [ 99 ]  |
| 158604      | Realschule | Städt. Thomas-Edison-Realschule                                                | Schlüterstr. 18-20               | 40235 | Düsseldorf             | Website | 599                      | [ 100 ] |
| 158598      | Realschule | Anne-Frank-Realschule                                                          | Ackerstr. 174                    | 40233 | Düsseldorf             | Website | 505                      | [ 101 ] |
| 158586      | Realschule | Justus-von-Liebig-Realschule                                                   | Ottweilerstr. 20                 | 40476 | Düsseldorf             | Website | 515                      | [ 102 ] |
| 158574      | Realschule | Städtische Flora-Realschule                                                    | Florastr. 69                     | 40217 | Düsseldorf             | Website | 533                      | [ 103 ] |
| 158550      | Realschule | Städt. Werner-von-Siemens-Realschule                                           | Rethelstr. 13                    | 40237 | Düsseldorf             | Website | 623                      | [ 104 ] |
| 100186      | Realschule | Städtische Realschule Borbecker Straße                                         | Borbecker Str. 25                | 40472 | Düsseldorf             | Website | 84                       | [ 105 ] |
| 158630      | Realschule | Städt. Freiherr-vom-Stein-Realschule                                           | Färberstr. 40                    | 40223 | Düsseldorf             | Website | 499                      | [ 106 ] |
| 158641      | Realschule | Realschule Benrath                                                             | Marbacher Str. 114               | 40597 | Düsseldorf             | Website | 643                      | [ 107 ] |
| 158690      | Realschule | Benzenberg-Realschule                                                          | Siegburger Str. 38               | 40591 | Düsseldorf             | Website | 551                      | [ 108 ] |
| 158689      | Realschule | Theodor-Litt-Realschule                                                        | Theodor-Litt-Str. 5              | 40593 | Düsseldorf             | Website | 532                      | [ 109 ] |
| 183088      | Realschule | Städt. Carl-Benz-Realschule                                                    | Lewitstr. 2                      | 40547 | Düsseldorf             | Website | 500                      | [ 110 ] |
| 158665      | Realschule | Realschule Friedrichstadt                                                      | Luisenstr. 73                    | 40215 | Düsseldorf             | Website | 410                      | [ 111 ] |
| 193770      | Realschule | Städt. Georg-Schulhoff-Realschule                                              | Kamper Weg 291                   | 40627 | Düsseldorf             | Website | 616                      | [ 112 ] |
| 161809      | Realschule | Geschwister-Scholl-Schule Emsdetten                                            | Diemshoff 116                    | 48282 | Emsdetten              | Website | 283                      | [ 113 ] |
| 161792      | Realschule | Käthe-Kollwitz-Schule                                                          | Sträterstr. 5                    | 48282 | Emsdetten              | Website | 488                      | [ 114 ] |
| 192661      | Realschule | Realschule Enger                                                               | Ringstr. 75                      | 32130 | Enger                  | Website | 857                      | [ 115 ] |
| 184550      | Realschule | Realschule Lechenich                                                           | Dr.-Josef-Fieger-Str. 7          | 50374 | Erftstadt              | Website | 501                      | [ 116 ] |
| 160337      | Realschule | Gottfried-Kinkel-Schule                                                        | Jahnstr. 1                       | 50374 | Erftstadt              | Website | 538                      | [ 117 ] |
| 160994      | Realschule | Europaschule Erkelenz                                                          | Schulring 2                      | 41812 | Erkelenz               | Website | 810                      | [ 118 ] |
| 159487      | Realschule | Realschule Erkrath                                                             | Karlstr. 7-9                     | 40699 | Erkrath                | Website | 414                      | [ 119 ] |
| 183246      | Realschule | Realschule Hochdahl                                                            | Rankestr. 4-6                    | 40699 | Erkrath                | Website | 441                      | [ 120 ] |
| 163790      | Realschule | Realschule Erndtebrück                                                         | Ederfeldstr. 4                   | 57339 | Erndtebrück            | Website | 294                      | [ 121 ] |
| 160842      | Realschule | Realschule Patternhof                                                          | Indestr. 20a                     | 52249 | Eschweiler             | Website | 767                      | [ 122 ] |
| 163480      | Realschule | Realschule Eslohe                                                              | Schulstr. 6                      | 59889 | Eslohe (Sauerland)     | Website | 588                      | [ 123 ] |
| 199710      | Realschule | Johannes-Daniel-Falk-Realschule                                                | Koloniestr. 18                   | 32339 | Espelkamp              | Website | 373                      | [ 124 ] |
| 194906      | Realschule | Essen-Überruhr Realschule                                                      | Dellmannsweg 14                  | 45277 | Essen                  | Website | 501                      | [ 125 ] |
| 100028      | Realschule | Realschule im Bezirk Zollverein                                                | Gelsenkirchener Str. 138 a       | 45309 | Essen                  | Website | 458                      | [ 126 ] |
| 158859      | Realschule | Geschwister-Scholl-Realschule Essen                                            | Hülsmannstr. 46                  | 45355 | Essen                  | Website | 653                      | [ 127 ] |
| 100090      | Realschule | Realschule Kettwig                                                             | Brederbachstr. 19                | 45219 | Essen                  | Website | 475                      | [ 128 ] |
| 158940      | Realschule | Theodor Goldschmidt Realschule mit Aufbauzug                                   | Frillendorfer Str. 42            | 45139 | Essen                  | Website | 402                      | [ 129 ] |
| 158902      | Realschule | Bertha-von-Suttner-Realschule                                                  | Karolinenstr. 1-3                | 45130 | Essen                  | Website | 425                      | [ 130 ] |
| 158896      | Realschule | Bertha-Krupp-Realschule                                                        | Kerckhoffstr. 43                 | 45144 | Essen                  | Website | 569                      | [ 131 ] |
| 158781      | Realschule | Albert-Einstein-Realschule                                                     | Ardeyplatz 1                     | 45134 | Essen                  | Website | 588                      | [ 132 ] |
| 158811      | Realschule | Gertrud-Bäumer-Realschule                                                      | Grünstr. 54                      | 45326 | Essen                  | Website | 840                      | [ 133 ] |
| 158884      | Realschule | Helene-Lange-Realschule                                                        | Joseph-Boismard-Weg 10           | 45276 | Essen                  | Website | 681                      | [ 134 ] |
| 158823      | Realschule | Elsa-Brändström-Realschule, NRW-Sportschule Eliteschule des Sports             | Bergerhauser Str. 13             | 45136 | Essen                  | Website | 726                      | [ 135 ] |
| 158835      | Realschule | Franz-Dinnendahl-Realschule                                                    | Schönscheidtstr. 174             | 45307 | Essen                  | Website | 611                      | [ 136 ] |
| 158847      | Realschule | Realschule am Schloss Borbeck                                                  | Schloßstr. 121                   | 45355 | Essen                  | Website | 538                      | [ 137 ] |
| 158872      | Realschule | Helmut-Rahn-Realschule                                                         | Mülheimer Str. 126               | 45145 | Essen                  | Website | 519                      | [ 138 ] |
| 195856      | Realschule | Menno-Simons-Realschule Euskirchen                                             | Unitasstr. 46                    | 53879 | Euskirchen             |         | 130                      | [ 139 ] |
| 160350      | Realschule | Kaplan-Kellermann-Schule                                                       | Stettiner Str. 31                | 53879 | Euskirchen             | Website | 574                      | [ 140 ] |
| 160416      | Realschule | Realschule der Stadt Frechen                                                   | Allee zum Sportpark 3            | 50226 | Frechen                | Website | 906                      | [ 141 ] |
| 192570      | Realschule | Freie christliche Schule Siegen                                                | Zum Giebelwald 16                | 57258 | Freudenberg            | Website | 420                      | [ 142 ] |
| 161019      | Realschule | Realschule Geilenkirchen                                                       | Gillesweg 1                      | 52511 | Geilenkirchen          | Website | 444                      | [ 143 ] |
| 193951      | Realschule | Realschule An der Fleuth                                                       | Am Rodenbusch 19b                | 47608 | Geldern                | Website | 482                      | [ 144 ] |
| 159505      | Realschule | Bischöfliche Liebfrauenschule                                                  | Weseler Str. 17                  | 47608 | Geldern                | Website | 519                      | [ 145 ] |
| 191980      | Realschule | Mulvany-Realschule Gelsenkirchen                                               | Hagemannshof 5                   | 45889 | Gelsenkirchen          | Website | 523                      | [ 146 ] |
| 161160      | Realschule | Lessing-Realschule                                                             | Grenzstr. 3                      | 45881 | Gelsenkirchen          | Website | 878                      | [ 147 ] |
| 161111      | Realschule | Gertrud-Bäumer-Realschule                                                      | Rotthauser Str. 2-4              | 45879 | Gelsenkirchen          | Website | 656                      | [ 148 ] |
| 161123      | Realschule | Realschule an der Mühlenstraße                                                 | Mühlenstr. 15                    | 45894 | Gelsenkirchen          | Website | 729                      | [ 149 ] |
| 195868      | Realschule | Realschule Eringerfeld                                                         | Steinhauser Str. 8               | 59590 | Geseke                 | Website | 185                      | [ 150 ] |
| 163314      | Realschule | Realschule Gevelsberg                                                          | Alte Geer 4                      | 58285 | Gevelsberg             | Website | 656                      | [ 151 ] |
| 161202      | Realschule | Werner-von-Siemens-Realschule                                                  | Kortestr. 10                     | 45964 | Gladbeck               | Website | 672                      | [ 152 ] |
| 161196      | Realschule | Anne-Frank-Realschule                                                          | Kortestr. 13                     | 45964 | Gladbeck               | Website | 660                      | [ 153 ] |
| 187008      | Realschule | Erich-Kästner-Realschule                                                       | Kortenkamp 11                    | 45968 | Gladbeck               | Website | 601                      | [ 154 ] |
| 159694      | Realschule | Leni-Valk-Realschule                                                           | Leni-Valk-Str. 37                | 47574 | Goch                   | Website | 559                      | [ 155 ] |
| 161603      | Realschule | Anne-Frank-Realschule in Greven                                                | Im Deipen Brook 20               | 48268 | Greven                 | Website | 582                      | [ 156 ] |
| 159529      | Realschule | Diedrich-Uhlhorn-Realschule Realschule der Stadt Grevenbroich                  | Heyerweg 12                      | 41516 | Grevenbroich           | Website | 395                      | [ 157 ] |
| 161317      | Realschule | Fridtjof-Nansen-Realschule                                                     | Eschweg 7                        | 48599 | Gronau (Westf.)        | Website | 645                      | [ 158 ] |
| 193150      | Realschule | Gummersbach-Steinberg                                                          | Waldstr. 14                      | 51643 | Gummersbach            | Website | 449                      | [ 159 ] |
| 194785      | Realschule | Freie Christliche Realschule Gummersbach                                       | Hülsenbuscher Str. 5             | 51643 | Gummersbach            | Website | 518                      | [ 160 ] |
| 160477      | Realschule | Realschule Gummersbach-Hepel                                                   | Am Hepel 51                      | 51643 | Gummersbach            | Website | 509                      | [ 161 ] |
| 162589      | Realschule | Geschwister-Scholl-Realschule                                                  | Am Anger 54                      | 33332 | Gütersloh              | Website | 894                      | [ 162 ] |
| 162577      | Realschule | Elly-Heuss-Knapp-Schule                                                        | Moltkestr. 13                    | 33330 | Gütersloh              | Website | 525                      | [ 163 ] |
| 162929      | Realschule | Realschule Hagen-Haspe                                                         | Kurze Str. 3                     | 58135 | Hagen                  | Website | 572                      | [ 164 ] |
| 194530      | Realschule | Realschule Halden                                                              | Lützowstr. 115-117               | 58095 | Hagen                  | Website | 548                      | [ 165 ] |
| 163351      | Realschule | Realschule Hohenlimburg                                                        | Im Kley 32                       | 58119 | Hagen                  | Website | 574                      | [ 166 ] |
| 162930      | Realschule | Heinrich-Heine-Schule                                                          | Kapellenstr. 38                  | 58099 | Hagen                  | Website | 614                      | [ 167 ] |
| 161664      | Realschule | Alexander-Lebenstein-Realschule                                                | Holtwicker Str. 5                | 45721 | Haltern am See         | Website | 889                      | [ 168 ] |
| 161380      | Realschule | Realschule Heessen                                                             | Jahnstr. 23                      | 59073 | Hamm                   | Website | 474                      | [ 169 ] |
| 163764      | Realschule | Realschule Mark                                                                | Marker Dorfstr. 8                | 59071 | Hamm                   | Website | 544                      | [ 170 ] |
| 162980      | Realschule | Friedrich-Ebert-Schule der Stadt Hamm                                          | Auf dem Hilkenhohl 1-3           | 59067 | Hamm                   | Website | 685                      | [ 171 ] |
| 162978      | Realschule | Marienschule Realschule für Jungen und Mädchen des Erzbistums Paderborn        | Franziskanerstr. 1               | 59065 | Hamm                   | Website | 558                      | [ 172 ] |
| 194177      | Realschule | Konrad-Adenauer-Realschule                                                     | Heideweg 4                       | 59069 | Hamm                   | Website | 593                      | [ 173 ] |
| 161548      | Realschule | Realschule Bockum-Hövel                                                        | Wernerstr. 9                     | 59075 | Hamm                   | Website | 616                      | [ 174 ] |
| 163326      | Realschule | Realschule Grünstraße                                                          | Grünstr. 27-29                   | 45525 | Hattingen              | Website | 672                      | [ 175 ] |
| 159372      | Realschule | Realschule Heiligenhaus                                                        | Feldstr. 2                       | 42579 | Heiligenhaus           | Website | 428                      | [ 176 ] |
| 161032      | Realschule | Realschule Heinsberg                                                           | Schafhausener Str. 41            | 52525 | Heinsberg              | Website | 922                      | [ 177 ] |
| 163405      | Realschule | Hans-Prinzhorn-Realschule                                                      | Urbecker Str. 52                 | 58675 | Hemer                  | Website | 491                      | [ 178 ] |
| 185863      | Realschule | Realschule Am Bleichstein Herdecke                                             | Hengsteyseestr. 25               | 58313 | Herdecke               | Website | 438                      | [ 179 ] |
| 162218      | Realschule | Ernst-Barlach-Realschule mit bilingualem Zweig                                 | Graf-Kanitz-Str. 11              | 32049 | Herford                | Website | 670                      | [ 180 ] |
| 162206      | Realschule | Otto-Hahn-Schule Herford                                                       | Uhlandstr. 16                    | 32051 | Herford                | Website | 494                      | [ 181 ] |
| 162190      | Realschule | Geschwister-Scholl-Schule Herford                                              | Wiesestr. 33a                    | 32052 | Herford                | Website | 529                      | [ 182 ] |
| 163065      | Realschule | Realschule An der Burg                                                         | Burgstr. 71                      | 44651 | Herne                  | Website | 560                      | [ 183 ] |
| 163053      | Realschule | Realschule Crange                                                              | Semlerstr. 4                     | 44649 | Herne                  | Website | 653                      | [ 184 ] |
| 162991      | Realschule | Realschule Sodingen                                                            | Castroper Str. 251               | 44627 | Herne                  | Website | 580                      | [ 185 ] |
| 163004      | Realschule | Realschule Strünkede                                                           | Bismarckstr. 41                  | 44629 | Herne                  | Website | 751                      | [ 186 ] |
| 192223      | Realschule | Willy-Brandt-Schule Herten                                                     | Ernst-Reuter-Platz 10-20         | 45699 | Herten                 | Website | 583                      | [ 187 ] |
| 161676      | Realschule | Erich-Klausener-Schule                                                         | Ebbelicher Weg 19                | 45699 | Herten                 | Website | 375                      | [ 188 ] |
| 194839      | Realschule | Carl-Kraemer-Realschule                                                        | Jung-Stilling-Allee 8            | 57271 | Hilchenbach            | Website | 385                      | [ 189 ] |
| 159384      | Realschule | Erzbischöfliche Theresienschule Hilden                                         | Gerresheimer Str. 53             | 40721 | Hilden                 | Website | 540                      | [ 190 ] |
| 199035      | Realschule | Hüberts'sche Schule                                                            | Am Schulplatz 3                  | 48496 | Hopsten                | Website | 350                      | [ 191 ] |
| 162528      | Realschule | Franz-Stock-Realschule im Schulzentrum Sennestraße                             | Staumühler Str. 31               | 33161 | Hövelhof               | Website | 701                      | [ 192 ] |
| 162292      | Realschule | Hoffmann-von-Fallersleben-Schule Höxter                                        | An der Steinmühle 2              | 37671 | Höxter                 | Website | 536                      | [ 193 ] |
| 161044      | Realschule | Realschule der Stadt Hückelhoven Schulzentrum Ratheim                          | Heerstr. 59                      | 41836 | Hückelhoven            | Website | 534                      | [ 194 ] |
| 159852      | Realschule | Realschule Hückeswagen                                                         | Kölner Str. 57                   | 42499 | Hückeswagen            | Website | 503                      | [ 195 ] |
| 160428      | Realschule | Friedrich-Ebert-Schule                                                         | Krankenhausstr. 91               | 50354 | Hürth                  | Website | 728                      | [ 196 ] |
| 161913      | Realschule | Bischöfliche Roncalli-Schule                                                   | Roncallistr. 9                   | 49477 | Ibbenbüren             | Website | 530                      | [ 197 ] |
| 161925      | Realschule | Anne-Frank-Schule                                                              | Schulstr. 31                     | 49477 | Ibbenbüren             | Website | 260                      | [ 198 ] |
| 163363      | Realschule | Realschule Letmathe                                                            | Von-der-Kuhlen-Str. 12           | 58642 | Iserlohn               | Website | 627                      | [ 199 ] |
| 183260      | Realschule | Realschule am Hemberg                                                          | Alexander-Pfänder-Weg 9          | 58636 | Iserlohn               | Website | 664                      | [ 200 ] |
| 159554      | Realschule | Realschule Kaarst                                                              | Halestr. 5                       | 41564 | Kaarst                 | Website | 398                      | [ 201 ] |
| 193963      | Realschule | Städtische Realschule Kalkar                                                   | Am Bollwerk 14                   | 47546 | Kalkar                 | Website | 328                      | [ 202 ] |
| 194578      | Realschule | Fridtjof-Nansen-Realschule                                                     | Gutenbergstr. 2                  | 59174 | Kamen                  | Website | 478                      | [ 203 ] |
| 160313      | Realschule | Realschule der Stadt Kerpen im Schulzentrum Horrem-Sindorf                     | Bruchhöhe 27                     | 50170 | Kerpen                 | Website | 605                      | [ 204 ] |
| 160301      | Realschule | Realschule Mater Salvatoris                                                    | Theresia-von-Wüllenweber-Str. 28 | 50169 | Kerpen                 | Website | 636                      | [ 205 ] |
| 193410      | Realschule | Karl Kisters Realschule Stadt Kleve                                            | Lindenstr. 3a                    | 47533 | Kleve                  | Website | 694                      | [ 206 ] |
| 190482      | Realschule | Korschenbroich Realschule für Jungen und Mädchen mit bilingualem Zweig         | Dionysiusstr. 11                 | 41352 | Korschenbroich         | Website | 640                      | [ 207 ] |
| 198535      | Realschule | EUREGIO-Realschule Kranenburg                                                  | Galgensteeg 21-23                | 47559 | Kranenburg             | Website | 110                      | [ 208 ] |
| 158975      | Realschule | Realschule Horkesgath                                                          | Horkesgath 33                    | 47803 | Krefeld                | Website | 750                      | [ 209 ] |
| 159001      | Realschule | Albert-Schweitzer-Schule                                                       | Lewerentzstr. 136                | 47798 | Krefeld                | Website | 616                      | [ 210 ] |
| 158999      | Realschule | Freiherr-vom-Stein-Schule                                                      | Von-Ketteler-Str. 31             | 47807 | Krefeld                | Website | 848                      | [ 211 ] |
| 163648      | Realschule | Ernst-Moritz-Arndt-Realschule Kreuztal                                         | Hessengarten 13                  | 57223 | Kreuztal               | Website | 332                      | [ 212 ] |
| 160155      | Realschule | Erzbischöfliche Ursulinenschule Köln                                           | Machabäerstr. 47                 | 50668 | Köln                   | Website | 525                      | [ 213 ] |
| 160179      | Realschule | Theodor-Heuss-Schule                                                           | Euskirchener Str. 50             | 50935 | Köln                   | Website | 397                      | [ 214 ] |
| 160430      | Realschule | Johannes-Gutenberg-Schule (Köln)                                               | Kuckucksweg 4                    | 50997 | Köln                   | Website | 366                      | [ 215 ] |
| 160192      | Realschule | Albert-Schweitzer-Schule                                                       | Hardtgenbuscher Kirchweg 100     | 51107 | Köln                   | Website | 701                      | [ 216 ] |
| 160180      | Realschule | Johann-Bendel-Schule                                                           | Danzierstr. 146a                 | 51063 | Köln                   | Website | 522                      | [ 217 ] |
| 160209      | Realschule | Käthe-Kollwitz-Schule                                                          | Petersenstr. 7                   | 51109 | Köln                   | Website | 628                      | [ 218 ] |
| 160131      | Realschule | Peter-Ustinov-Schule                                                           | Neusser Str. 421                 | 50733 | Köln                   | Website | 620                      | [ 219 ] |
| 160120      | Realschule | Edith-Stein-Realschule                                                         | Henner-Berzau-Weg 5              | 50733 | Köln                   | Website | 474                      | [ 220 ] |
| 160106      | Realschule | Elly-Heuss-Knapp-Realschule                                                    | Jan-Wellem-Str. 25               | 51065 | Köln                   | Website | 521                      | [ 221 ] |
| 160222      | Realschule | Eichendorff-Schule für Mädchen und Jungen                                      | Dechenstr. 1                     | 50825 | Köln                   | Website | 547                      | [ 222 ] |
| 160090      | Realschule | Ferdinand-Lassalle-Realschule                                                  | Lassallestr. 59                  | 51065 | Köln                   | Website | 531                      | [ 223 ] |
| 160581      | Realschule | Otto-Lilienthal-Schule                                                         | Albert-Schweitzer-Str. 8         | 51147 | Köln                   | Website | 760                      | [ 224 ] |
| 197567      | Realschule | Werner Heisenberg Realschule                                                   | Arnsberger Str. 11               | 51065 | Köln                   | Website | 367                      | [ 225 ] |
| 160210      | Realschule | Bertha-von-Suttner-Schule                                                      | Kolkrabenweg 65                  | 50829 | Köln                   | Website | 403                      | [ 226 ] |
| 160570      | Realschule | Max-Planck-Realschule Köln-Porz                                                | Planckstr. 14                    | 51145 | Köln                   | Website | 665                      | [ 227 ] |
| 160568      | Realschule | Städt. Wilhelm-Busch-Realschule                                                | Heerstr. 7                       | 51143 | Köln                   | Website | 489                      | [ 228 ] |
| 160118      | Realschule | Realschule Köln-Deutz Im Hasental                                              | Im Hasental 41                   | 50679 | Köln                   | Website | 630                      | [ 229 ] |
| 160260      | Realschule | Realschule am Rhein                                                            | Gereonswall 57b                  | 50670 | Köln                   | Website | 422                      | [ 230 ] |
| 160064      | Realschule | Städt. Henry-Ford-Realschule                                                   | Karl-Marx-Allee 43               | 50769 | Köln                   | Website | 773                      | [ 231 ] |
| 160076      | Realschule | Geschwister-Scholl-Schule                                                      | Gravenreuthstr. 10               | 50823 | Köln                   | Website | 479                      | [ 232 ] |
| 191887      | Realschule | CJD Christophorusschule Königswinter                                           | Cleethorpeser Platz 12           | 53639 | Königswinter           | Website | 432                      | [ 233 ] |
| 162139      | Realschule | Freiligrath-Schule                                                             | Breite Str. 3                    | 32791 | Lage                   | Website | 655                      | [ 234 ] |
| 159876      | Realschule | Kopernikus-Realschule Langenfeld                                               | Immigrather Str. 61              | 40764 | Langenfeld (Rheinland) | Website | 744                      | [ 235 ] |
| 162322      | Realschule | Realschule Lemgo Realschule der Alten Hansestadt Lemgo                         | Kleiststr. 11                    | 32657 | Lemgo                  | Website | 733                      | [ 236 ] |
| 163569      | Realschule | Lessing-Schule Grevenbrück                                                     | Lehmbergstr. 74                  | 57368 | Lennestadt             | Website | 318                      | [ 237 ] |
| 159918      | Realschule | Theodor-Heuss-Realschule                                                       | Wiembachallee 42                 | 51379 | Leverkusen             | Website | 754                      | [ 238 ] |
| 159037      | Realschule | Montanus-Realschule Leverkusen                                                 | Steinbücheler Str. 50            | 51377 | Leverkusen             | Website | 727                      | [ 239 ] |
| 159049      | Realschule | Realschule Am Stadtpark                                                        | Am Stadtpark 23                  | 51373 | Leverkusen             | Website | 838                      | [ 240 ] |
| 162073      | Realschule | Realschule Lichtenau                                                           | Zur Krulsmühle 4                 | 33165 | Lichtenau              | Website | 416                      | [ 241 ] |
| 160600      | Realschule | Realschule Lindlar                                                             | Wilhelm-Breidenbach-Weg 8        | 51789 | Lindlar                | Website | 446                      | [ 242 ] |
| 163442      | Realschule | Edith-Stein-Schule                                                             | Dusternweg 18                    | 59557 | Lippstadt              | Website | 477                      | [ 243 ] |
| 163430      | Realschule | Städt. Drost-Rose-Realschule Lippstadt                                         | Dusternweg 16                    | 59557 | Lippstadt              | Website | 581                      | [ 244 ] |
| 163454      | Realschule | Graf-Bernhard-Schule                                                           | Sandstr. 7                       | 59558 | Lippstadt              | Website | 531                      | [ 245 ] |
| 162220      | Realschule | Realschule Löhne                                                               | Herforder Str. 27                | 32584 | Löhne                  | Website | 331                      | [ 246 ] |
| 162231      | Realschule | Goethe-Realschule der Stadt Löhne                                              | Goethestr. 67                    | 32584 | Löhne                  | Website | 415                      | [ 247 ] |
| 192065      | Realschule | Freie Christl. Schule Lüdenscheid                                              | Am Schäferland 1                 | 58515 | Lüdenscheid            | Website | 516                      | [ 248 ] |
| 163156      | Realschule | Richard-Schirrmann-Schule                                                      | Buckesfelder Str. 73             | 58509 | Lüdenscheid            | Website | 450                      | [ 249 ] |
| 163144      | Realschule | Theodor-Heuss-Schule Städtische Realschule für Jungen und Mädchen              | Gustavstr. 37                    | 58511 | Lüdenscheid            | Website | 682                      | [ 250 ] |
| 163041      | Realschule | Ludwig-Uhland-Realschule                                                       | Preußenstr. 162                  | 44532 | Lünen                  | Website | 636                      | [ 251 ] |
| 163028      | Realschule | Realschule Lünen-Altlünen                                                      | Rudolph-Nagell-Str. 23           | 44534 | Lünen                  | Website | 636                      | [ 252 ] |
| 163030      | Realschule | Realschule Lünen-Brambauer                                                     | Brechtener Str. 63               | 44536 | Lünen                  | Website | 548                      | [ 253 ] |
| 161755      | Realschule | Ernst-Immel-Realschule                                                         | Droste-Hülshoff-Str. 36          | 45772 | Marl                   | Website | 505                      | [ 254 ] |
| 185802      | Realschule | Theodor-Heuss-Schule                                                           | Königsberger Str. 30             | 53340 | Meckenheim             | Website | 666                      | [ 255 ] |
| 159591      | Realschule | Realschule Osterath                                                            | Görresstr. 6                     | 40670 | Meerbusch              | Website | 520                      | [ 256 ] |
| 163375      | Realschule | Menden Sekundarstufe I                                                         | Klosterstr. 20                   | 58706 | Menden (Sauerland)     | Website | 795                      | [ 257 ] |
| 198407      | Realschule | Walburgisrealschule Menden                                                     | Schwitter Weg 22                 | 58706 | Menden (Sauerland)     | Website | 186                      | [ 258 ] |
| 163510      | Realschule | August-Macke-Schulzentrum                                                      | Schederweg 59                    | 59872 | Meschede               | Website | 485                      | [ 259 ] |
| 163508      | Realschule | St. Walburga-Realschule                                                        | An Klocken Kapelle 18            | 59872 | Meschede               | Website | 406                      | [ 260 ] |
| 161883      | Realschule | Kardinal-von-Galen-Schule                                                      | Große Str. 38                    | 49497 | Mettingen              | Website | 510                      | [ 261 ] |
| 159414      | Realschule | Carl-Fuhlrott-Realschule                                                       | Goethestr. 33                    | 40822 | Mettmann               | Website | 215                      | [ 262 ] |
| 162437      | Realschule | Freiherr-von-Vincke-Realschule Minden                                          | Zähringerallee 5                 | 32425 | Minden                 | Website | 737                      | [ 263 ] |
| 162425      | Realschule | Käthe-Kollwitz-Schule                                                          | Schülerweg 11                    | 32429 | Minden                 | Website | 158                      | [ 264 ] |
| 159773      | Realschule | Heinrich-Pattberg-Schule Moers                                                 | Uerdinger Str. 74                | 47441 | Moers                  | Website | 629                      | [ 265 ] |
| 160891      | Realschule | Priv. Mädchenrealschule St. Ursula                                             | Burgau 5                         | 52156 | Monschau               | Website | 155                      | [ 266 ] |
| 159050      | Realschule | Realschule Volksgarten                                                         | Luise-Vollmar-Str. 25            | 41065 | Mönchengladbach        | Website | 701                      | [ 267 ] |
| 159062      | Realschule | Geschwister-Scholl-Realschule der Stadt Mönchengladbach                        | Aachener Str. 179                | 41061 | Mönchengladbach        | Website | 423                      | [ 268 ] |
| 159207      | Realschule | Realschule an der Niers                                                        | Giesenkirchener Str. 8           | 41238 | Mönchengladbach        | Website | 786                      | [ 269 ] |
| 159566      | Realschule | Realschule Wickrath                                                            | Kreuzhütte 24                    | 41189 | Mönchengladbach        | Website | 488                      | [ 270 ] |
| 159086      | Realschule | Realschule Stadtmitte                                                          | Oberstr. 92-94                   | 45468 | Mülheim an der Ruhr    | Website | 830                      | [ 271 ] |
| 159098      | Realschule | Realschule Broich                                                              | Holzstr. 80                      | 45479 | Mülheim an der Ruhr    | Website | 955                      | [ 272 ] |
| 159104      | Realschule | Realschule an der Mellinghofer Straße                                          | Mellinghofer Str. 56             | 45473 | Mülheim an der Ruhr    | Website | 600                      | [ 273 ] |
| 183301      | Realschule | Geschwister-Scholl-Realschule (Kinderhaus)                                     | Von-Humboldt-Str. 14             | 48159 | Münster                | Website | 539                      | [ 274 ] |
| 185220      | Realschule | Realschule Wolbeck                                                             | Von-Holte-Str. 56                | 48167 | Münster                | Website | 473                      | [ 275 ] |
| 161214      | Realschule | Erich-Klausener-Schule                                                         | Bismarckallee 55                 | 48151 | Münster                | Website | 625                      | [ 276 ] |
| 161240      | Realschule | Realschule im Kreuzviertel                                                     | Finkenstr. 76                    | 48147 | Münster                | Website | 567                      | [ 277 ] |
| 161226      | Realschule | Erna-de-Vries-Realschule                                                       | Spichernstr. 17                  | 48153 | Münster                | Website | 403                      | [ 278 ] |
| 161639      | Realschule | Johannes-Gutenberg-Realschule Hiltrup                                          | Am Klosterwald 30                | 48165 | Münster                | Website | 591                      | [ 279 ] |
| 159633      | Realschule | Realschule Nettetal                                                            | Kornblumenweg 1                  | 41334 | Nettetal               | Website | 529                      | [ 280 ] |
| 194293      | Realschule | Rita-Süssmuth-Realschule                                                       | Gnadentaler Allee 36a            | 41468 | Neuss                  | Website | 525                      | [ 281 ] |
| 187021      | Realschule | Alfred-Delp-Realschule Niederkassel                                            | Langgasse 126                    | 53859 | Niederkassel           | Website | 508                      | [ 282 ] |
| 162309      | Realschule | Peter-Hille-Schule                                                             | Zur Warte 15                     | 33039 | Nieheim                | Website | 362                      | [ 283 ] |
| 159141      | Realschule | Anne-Frank-Realschule                                                          | Goebenstr. 140                   | 46045 | Oberhausen             | Website | 866                      | [ 284 ] |
| 159165      | Realschule | Städt. Friedrich-Ebert-Schule                                                  | Potsdamer Str. 2                 | 46145 | Oberhausen             | Website | 907                      | [ 285 ] |
| 159177      | Realschule | Theodor-Heuss-Schule                                                           | Tackenbergstr. 139               | 46119 | Oberhausen             | Website | 740                      | [ 286 ] |
| 161846      | Realschule | Städtische Realschule für Jungen und Mädchen                                   | Lortzingstr. 2                   | 48607 | Ochtrup                | Website | 883                      | [ 287 ] |
| 197865      | Realschule | Realschule Odenthal                                                            | Bergisch Gladbacher Str. 10      | 51519 | Odenthal               | Website | 418                      | [ 288 ] |
| 161706      | Realschule | Christoph-Stöver-Schule                                                        | Christoph-Stöver-Str. 2          | 45739 | Oer-Erkenschwick       | Website | 510                      | [ 289 ] |
| 197956      | Realschule | St.-Franziskus-Schule Olpe                                                     | Kolpingstr. 12                   | 57462 | Olpe                   | Website | 342                      | [ 290 ] |
| 162530      | Realschule | Realschule Schloß Neuhaus                                                      | Residenzstr. 2                   | 33104 | Paderborn              | Website | 852                      | [ 291 ] |
| 193537      | Realschule | Lise-Meitner-Realschule                                                        | Lise-Meitner-Str. 1              | 33104 | Paderborn              | Website | 693                      | [ 292 ] |
| 162504      | Realschule | Private Realschule für Mädchen St. Michael                                     | Michaelstr. 17                   | 33098 | Paderborn              | Website | 375                      | [ 293 ] |
| 186430      | Realschule | Realschule In der Südstadt                                                     | Gertrudenstr. 12                 | 33098 | Paderborn              | Website | 549                      | [ 294 ] |
| 163119      | Realschule | Geschwister-Scholl-Realschule                                                  | Albert-Schweitzer-Str. 4         | 58840 | Plettenberg            | Website | 644                      | [ 295 ] |
| 162450      | Realschule | Realschule Hausberge                                                           | Hoppenstr. 46                    | 32457 | Porta Westfalica       | Website | 521                      | [ 296 ] |
| 160453      | Realschule | Marion-Dönhoff-Realschule der Stadt Pulheim                                    | Hackenbroicher Str. 66           | 50259 | Pulheim                | Website | 685                      | [ 297 ] |
| 186960      | Realschule | Käthe-Kollwitz-Schule West                                                     | Erfurter Str. 40                 | 40880 | Ratingen               | Website | 698                      | [ 298 ] |
| 159438      | Realschule | Friedrich-Ebert-Schule Ratingen Mitte                                          | Philippstr. 30                   | 40878 | Ratingen               | Website | 405                      | [ 299 ] |
| 159440      | Realschule | Erzbischöfl. Liebfrauenschule Ratingen                                         | Schwarzbachstr. 17               | 40878 | Ratingen               | Website | 692                      | [ 300 ] |
| 161895      | Realschule | Fürstenberg-Schule Bischöfliche Realschule                                     | Brookweg 7                       | 49509 | Recke                  | Website | 385                      | [ 301 ] |
| 161305      | Realschule | Dietrich-Bonhoeffer-Schule                                                     | Hunsrückstr. 15                  | 45665 | Recklinghausen         | Website | 491                      | [ 302 ] |
| 161299      | Realschule | Maristenschule                                                                 | Hertener Str. 60                 | 45657 | Recklinghausen         | Website | 475                      | [ 303 ] |
| 193010      | Realschule | Bernard-Overberg-Schule                                                        | Overbergstr. 99                  | 45663 | Recklinghausen         | Website | 625                      | [ 304 ] |
| 161275      | Realschule | Otto-Burrmeister-Schule                                                        | Maybachstr. 70                   | 45659 | Recklinghausen         | Website | 459                      | [ 305 ] |
| 159815      | Realschule | Realschule der Stadt Rees                                                      | Westring 4                       | 46459 | Rees                   | Website | 716                      | [ 306 ] |
| 194920      | Realschule | ONE SCHOOL GLOBAL                                                              | Sotterbacher Str. 3              | 51580 | Reichshof              | Website | 63                       | [ 307 ] |
| 159190      | Realschule | Albert-Schweitzer-Schule Remscheid-Lennep                                      | Hackenberger Str. 105            | 42897 | Remscheid              | Website | 738                      | [ 308 ] |
| 159189      | Realschule | Alexander-von-Humboldt-Schule                                                  | Grunerstr. 12                    | 42857 | Remscheid              | Website | 659                      | [ 309 ] |
| 162607      | Realschule | Osterrath Schule                                                               | Burgweg 19                       | 33378 | Rheda-Wiedenbrück      | Website | 642                      | [ 310 ] |
| 198584      | Realschule | Freie Schule Niederrhein                                                       | Pastor-Wilden-Str. 7             | 47495 | Rheinberg              | Website | 68                       | [ 311 ] |
| 161810      | Realschule | Elsa-Brändström-Schule                                                         | Schüttemeyerstr. 60              | 48431 | Rheine                 | Website | 814                      | [ 312 ] |
| 187306      | Realschule | Realschule Niederpleis der Stadt Sankt Augustin                                | Alte Marktstr. 5                 | 53757 | Sankt Augustin         | Website | 503                      | [ 313 ] |
| 100033      | Realschule | Bischöfliche Clara-Fey-Schule                                                  | Malmedyer Str. 2                 | 53937 | Schleiden              | Website | 362                      | [ 314 ] |
| 160386      | Realschule | Realschule Schleiden                                                           | Ruppenberg 9                     | 53937 | Schleiden              | Website | 508                      | [ 315 ] |
| 163491      | Realschule | Erich Kästner-Realschule der Stadt Schmallenberg in Fredeburg                  | Leißestr. 3                      | 57392 | Schmallenberg          | Website | 367                      | [ 316 ] |
| 159645      | Realschule | Janusz-Korczak-Realschule                                                      | Turmstr. 6                       | 41366 | Schwalmtal             | Website | 935                      | [ 317 ] |
| 163340      | Realschule | Dietrich-Bonhoeffer-Realschule                                                 | Ländchenweg 9                    | 58332 | Schwelm                | Website | 598                      | [ 318 ] |
| 161573      | Realschule | Geschwister-Scholl-Schule                                                      | Niesweg 3                        | 48308 | Senden                 | Website | 451                      | [ 319 ] |
| 161421      | Realschule | Realschule St. Martin                                                          | Auf der Geist 7                  | 48324 | Sendenhorst            | Website | 562                      | [ 320 ] |
| 160714      | Realschule | Alexander-von-Humboldt-Realschule                                              | Zeithstr. 72                     | 53721 | Siegburg               | Website | 331                      | [ 321 ] |
| 163600      | Realschule | Realschule Am Oberen Schloss                                                   | Burgstr. 10-14                   | 57072 | Siegen                 | Website | 480                      | [ 322 ] |
| 163582      | Realschule | Realschule Auf der Morgenröthe der Stadt Siegen                                | Höllenwaldstr. 100               | 57080 | Siegen                 | Website | 218                      | [ 323 ] |
| 163685      | Realschule | Christian-Rohlfs-Schule Realschule                                             | Paradieser Weg 20                | 59494 | Soest                  | Website | 589                      | [ 324 ] |
| 159220      | Realschule | Albert-Schweitzer-Schule                                                       | Kornstr. 6                       | 42719 | Solingen               | Website | 709                      | [ 325 ] |
| 159244      | Realschule | Realschule Vogelsang – Schule der Sekundarstufe I -                            | Vogelsang 33                     | 42653 | Solingen               | Website | 619                      | [ 326 ] |
| 159232      | Realschule | Theodor-Heuss-Schule                                                           | Felder Str. 35-37                | 42651 | Solingen               | Website | 717                      | [ 327 ] |
| 100120      | Realschule | Private Realschule Sonsbeck                                                    | Herrenstr. 70                    | 47665 | Sonsbeck               | Website | 185                      | [ 328 ] |
| 161329      | Realschule | Herta-Lebenstein-Realschule                                                    | Burgstr. 38-42                   | 48703 | Stadtlohn              | Website | 531                      | [ 329 ] |
| 161330      | Realschule | St.-Anna-Realschule                                                            | Klosterstr. 38                   | 48703 | Stadtlohn              | Website | 381                      | [ 330 ] |
| 161779      | Realschule | Realschule am Buchenberg                                                       | Emsdettener Str. 46              | 48565 | Steinfurt              | Website | 646                      | [ 331 ] |
| 161780      | Realschule | Realschule Burgsteinfurt                                                       | Tecklenburger Str. 46            | 48565 | Steinfurt              | Website | 455                      | [ 332 ] |
| 162164      | Realschule | Realschule Steinhagen für Jungen und Mädchen                                   | Laukshof 10                      | 33803 | Steinhagen             | Website | 674                      | [ 333 ] |
| 162310      | Realschule | Realschule Steinheim                                                           | Jahnstr. 24-26                   | 32839 | Steinheim              | Website | 569                      | [ 334 ] |
| 163247      | Realschule | Realschule Sundern                                                             | Rotbuschweg 28                   | 59846 | Sundern (Sauerland)    | Website | 486                      | [ 335 ] |
| 160738      | Realschule | Realschule Troisdorf                                                           | Heimbachstr. 10                  | 53840 | Troisdorf              | Website | 588                      | [ 336 ] |
| 187288      | Realschule | Hellweg-Realschule                                                             | Königsborner Str. 12             | 59427 | Unna                   | Website | 664                      | [ 337 ] |
| 159463      | Realschule | Realschule Velbert                                                             | Kastanienallee 32                | 42549 | Velbert                | Website | 574                      | [ 338 ] |
| 159670      | Realschule | Realschule An der Josefskirche                                                 | Josefsring 20                    | 41747 | Viersen                | Website | 449                      | [ 339 ] |
| 159669      | Realschule | Johannes-Kepler-Schule Süchteln                                                | Friedensstr. 53                  | 41749 | Viersen                | Website | 678                      | [ 340 ] |
| 100117      | Realschule | Weitsicht!                                                                     | Schoelkensdyck 1                 | 47669 | Wachtendonk            | Website | 107                      | [ 341 ] |
| 160519      | Realschule | Realschule Waldbröl im Schul- und Sportzentrum                                 | Bohlenhagener Str. 2             | 51545 | Waldbröl               | Website | 433                      | [ 342 ] |
| 161767      | Realschule | Realschule Waltrop                                                             | Ziegeleistr. 31                  | 45731 | Waltrop                | Website | 667                      | [ 343 ] |
| 161949      | Realschule | Johann-Heinrich-Schmülling-Schule                                              | Rosenstr. 16                     | 48231 | Warendorf              | Website | 575                      | [ 344 ] |
| 161068      | Realschule | Edith-Stein-Schule Wegberg                                                     | Maaseiker Str. 57                | 41844 | Wegberg                | Website | 461                      | [ 345 ] |
| 163697      | Realschule | Priv. Realschule des St. Ursula-Stiftes                                        | Schloßstr. 2                     | 59457 | Werl                   | Website | 519                      | [ 346 ] |
| 159839      | Realschule | Konrad-Duden-Realschule im Schulzentrum Wesel-Feldmark                         | Barthel-Bruyn-Weg 50             | 46483 | Wesel                  | Website | 535                      | [ 347 ] |
| 160441      | Realschule | Albert-Einstein-Realschule der Stadt Wesseling                                 | Schwarzdornweg                   | 50389 | Wesseling              | Website | 529                      | [ 348 ] |
| 100142      | Realschule | Private Realschule Wettringen des Trägerverein Private Schule Wettringen e. V. | Bültstr. 2                       | 48493 | Wettringen             | Website | 169                      | [ 349 ] |
| 184457      | Realschule | Realschule der Gemeinde Wilnsdorf                                              | Augraben 9                       | 57234 | Wilnsdorf              | Website | 500                      | [ 350 ] |
| 160593      | Realschule | Hermann-Voss-Realschule                                                        | Am Mühlenberg 2                  | 51688 | Wipperfürth            | Website | 641                      | [ 351 ] |
| 163107      | Realschule | Adolf-Reichwein-Realschule (Witten)                                            | Almstr. 11                       | 58455 | Witten                 | Website | 465                      | [ 352 ] |
| 194141      | Realschule | Helene-Lohmann-Realschule                                                      | Bommerfelder Ring 111            | 58452 | Witten                 | Website | 367                      | [ 353 ] |
| 163090      | Realschule | Otto-Schott-Realschule                                                         | Am Viehmarkt 5                   | 58452 | Witten                 | Website | 238                      | [ 354 ] |
| 185218      | Realschule | Max-Planck-Realschule i. Schulzentrum Ost                                      | Max-Planck-Str. 10               | 42277 | Wuppertal              | Website | 861                      | [ 355 ] |
| 196230      | Realschule | Erzbischöfliche Realschule Dönberg                                             | Höhenstr. 56                     | 42111 | Wuppertal              | Website | 376                      | [ 356 ] |
| 159281      | Realschule | Leimbacher Straße                                                              | Leimbacher Str. 4                | 42281 | Wuppertal              | Website | 567                      | [ 357 ] |
| 159270      | Realschule | Neue Friedrichstraße Realschule m. bilingualem Zweig Englisch                  | Neue Friedrichstr. 19            | 42105 | Wuppertal              | Website | 512                      | [ 358 ] |
| 159256      | Realschule | Realschule Hohenstein                                                          | Hohenstein 123                   | 42283 | Wuppertal              | Website | 751                      | [ 359 ] |
| 159311      | Realschule | Friedrich-Bayer-Realschule                                                     | Jung-Stilling-Weg 45             | 42349 | Wuppertal              | Website | 879                      | [ 360 ] |
| 159300      | Realschule | Realschule Vohwinkel                                                           | Yorckstr. 28                     | 42329 | Wuppertal              | Website | 605                      | [ 361 ] |
| 195935      | Realschule | Private Realschule Boltenheide                                                 | Boltenheide 4                    | 42329 | Wuppertal              | Website | 48                       | [ 362 ] |
| 159293      | Realschule | Hermann-von-Helmholtz-Realschule                                               | Helmholtzstr. 40                 | 42105 | Wuppertal              | Website | 539                      | [ 363 ] |
| 159748      | Realschule | Marienschule                                                                   | Klever Str. 9                    | 46509 | Xanten                 | Website | 509                      | [ 364 ] |
| 194682      | Realschule | Karl-von-Lutzenberger Realschule der Stadt Zülpich                             | Blayer Str. 5                    | 53909 | Zülpich                | Website | 699                      | [ 365 ] |
| 187367      | Realschule | Realschule Übach-Palenberg – Schulzentrum -                                    | Comeniusstr. 16                  | 52531 | Übach-Palenberg        | Website | 380                      | [ 366 ] |

## Liste der ehemaligen Realschulen
Die nachfolgende Übersicht ist nicht vollständig:
| Schulnummer | Schulform  | Schulname                    | Anschrift                  | PLZ   | Ort     | Website | Jahr der Auflösung | Anm.    |
| ----------- | ---------- | ---------------------------- | -------------------------- | ----- | ------- | ------- | ------------------ | ------- |
| 189340      | Realschule | Alkuinschule                 | Im Gillesbachtal 35        | 52066 | Aachen  |         |                    | [ 367 ] |
| 160052      | Realschule | Ernst-Simons-Schule          | Alter Militärring 96       | 50933 | Köln    |         |                    | [ 368 ] |
| 160246      | Realschule | Elsa-Brändström-Schule       | Alter Militärring 96       | 50933 | Köln    |         |                    | [ 369 ] |
| 163120      | Realschule | Realschule Werdohl           | Brüderstr. 41              | 58791 | Werdohl | Website | 2025               | [ 370 ] |
| 184548      | Realschule | Realschule der Stadt Rösrath | Freiherr-vom-Stein-Str. 31 | 51503 | Rösrath | Website | 2025               | [ 371 ] |